# Cocullo
Cocullo község (comune) Olaszország Abruzzo régiójában, L’Aquila megyében.

## Fekvése
A település a Sagittario völgyében fekszik, a Monte Catini déli oldalán. Határai: Anversa degli Abruzzi, Bugnara, Castel di Ieri, Castelvecchio Subequo, Goriano Sicoli, Ortona dei Marsi és Prezza.

## Története
A település az ókori Cerfennia helyén épült fel, a középkorban. A következő századokban nemesi birtok volt. Önállóságát a 19. század elején nyerte el, amikor a Nápolyi Királyságban felszámolták a feudalizmust.

## Népessége
A népesség számának alakulása:

## Főbb látnivalói
- San Domenico-templom
- Madonna delle Grazie-templom

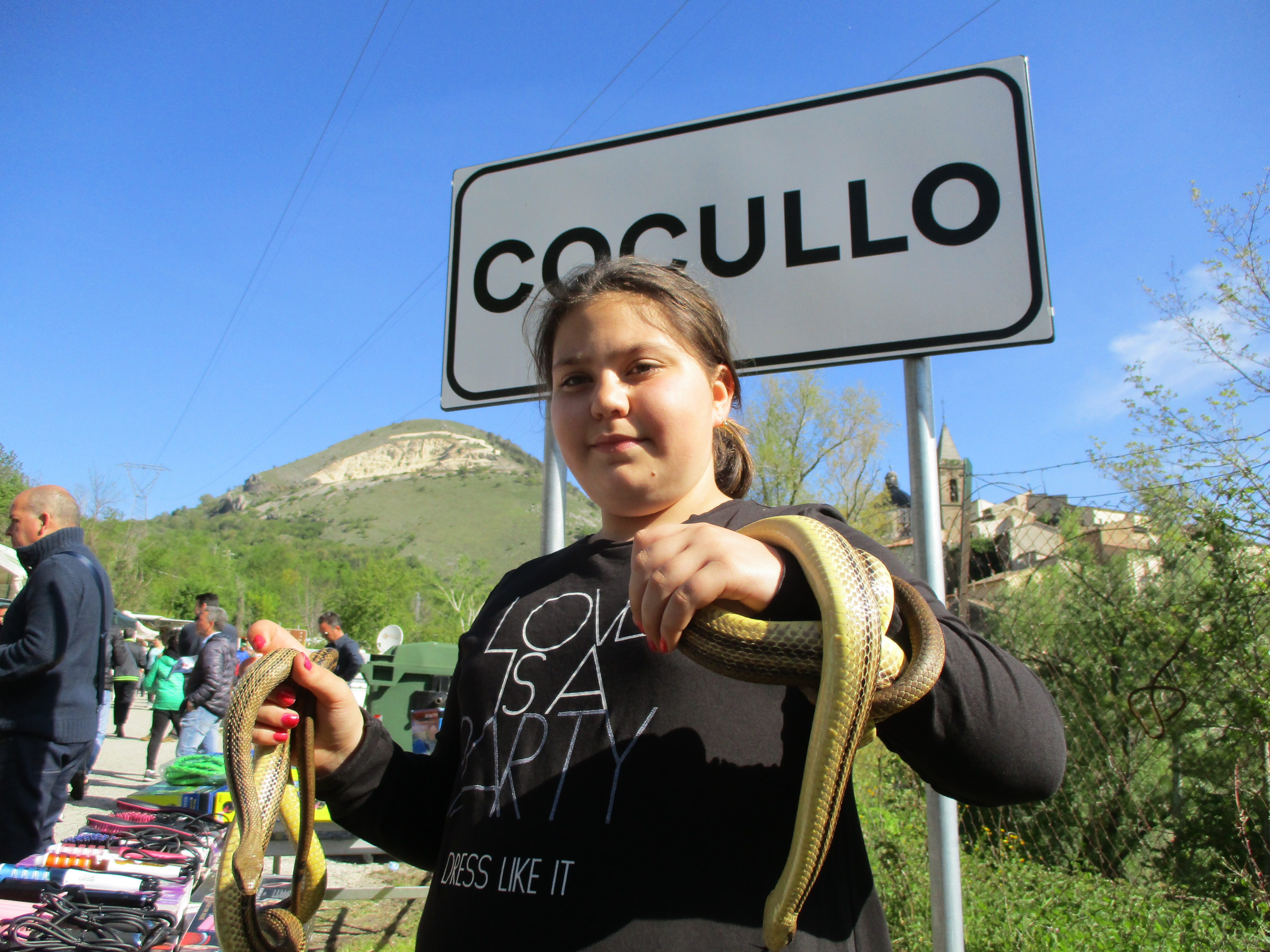
Festa dei Serpari Cocullóban

- Kígyófesztivál (olasz nyelven: Festa dei Serpari), amelyet minden év május elsején rendeznek meg.[2]